# Spilococcus
Spilococcus är ett släkte av insekter. Spilococcus ingår i familjen ullsköldlöss.

## Dottertaxa tillSpilococcus, i alfabetisk ordning[1]
- Spilococcus alhagii
- Spilococcus andersoni
- Spilococcus artemisiphilus
- Spilococcus atriplicis
- Spilococcus bourbonicus
- Spilococcus ceanothi
- Spilococcus commiphorae
- Spilococcus corsicus
- Spilococcus corticosus
- Spilococcus erianthi
- Spilococcus eriogoni
- Spilococcus expressus
- Spilococcus filicicola
- Spilococcus flavidus
- Spilococcus flavus
- Spilococcus furcatispinus
- Spilococcus geoffreyi
- Spilococcus geraniae
- Spilococcus gutierreziae
- Spilococcus halli
- Spilococcus herbaceus
- Spilococcus implicatus
- Spilococcus innermongolicus
- Spilococcus jailaensis
- Spilococcus keiferi
- Spilococcus larreae
- Spilococcus mamillariae
- Spilococcus mongolicus
- Spilococcus mori
- Spilococcus nanae
- Spilococcus nototrichus
- Spilococcus pacificus
- Spilococcus parkeri
- Spilococcus parvicirculus
- Spilococcus perineti
- Spilococcus pressus
- Spilococcus prosopidis
- Spilococcus quercinus
- Spilococcus radicalis
- Spilococcus sequoiae
- Spilococcus soja
- Spilococcus steeli
- Spilococcus vashlovanicus
- Spilococcus ventralis
- Spilococcus viridula